# Tipo testuale occidentale
Il tipo testuale occidentale è uno dei tipi testuali utilizzati nella critica testuale per descrivere e raggruppare per caratteristiche testuali i manoscritti greci del Nuovo Testamento. Questo tipo testuale individua la forma predominante del testo del Nuovo Testamento testimoniato nelle traduzioni in latino dal greco e in citazioni di alcuni scrittori cristiani del II e III secolo, tra cui Cipriano, Tertulliano e Ireneo.
I testi occidentali hanno un gran numero di caratteristiche peculiari, che compaiono nei vangeli, negli Atti e nelle lettere di Paolo. Probabilmente le lettere cattoliche e l'Apocalisse non avevano un tipo occidentale.

## Caratteristiche
La principale caratteristica del tipo testuale occidentale consiste nella sua spiccata tendenza alla parafrasi: «Parole e persino interi periodi sono cambiati, omessi o inseriti con sorprendente libertà, ovunque sembrasse che il significato potesse essere fatto affiorare con maggior forza e definizione». Una possibile motivazione per le glosse potrebbe essere il desiderio di armonizzare e completare: «Maggiormente caratteristico del testo occidentale è la sua prontezza ad adottare alterazioni o aggiunte da fonti estranee ai libri che divennero poi canonici». Questa tipologia testuale presenta frequentemente varianti del testo lunghe, ma in un numero limitato di casi, come alla fine del Vangelo secondo Luca, riporta varianti più corte, note come "non-interpolazioni occidentali".
Solo un manoscritto greco onciale è ritenuto riportare un testo occidentale dei quattro vangeli canonici e degli Atti degli Apostoli, il Codex Bezae del V secolo, mentre il Codex Claromontanus, risalente al VI secolo, riporterebbe il testo occidentale della lettere di Paolo; i manoscritti successivi sono due onciali del IX secolo, detti 'F' e 'G'. Molte letture caratteristiche del tipo testuale occidentale sono trovate nelle vecchie traduzioni dei vangeli in antico siriaco, il Sinaitico e il Curetoniano, sebbene vi siano opinioni contrastanti sull'identificazione di questi manoscritti con testimoni del tipo occidentale. Anche un certo numero di frammenti di antichi papiri egiziani presenta lezioni occidentali, come {\displaystyle {\mathfrak {P}}}29, {\displaystyle {\mathfrak {P}}}38 e {\displaystyle {\mathfrak {P}}}48, mentre il Codex Sinaiticus è considerato un testimone del tipo testuale occidentale per i primi otto capitoli del Vangelo secondo Giovanni. In generale il termine "occidentale" è alquanto fuorviante, in quanto molte testimonianze di questo tipo sono state ritrovate in Oriente, in particolare in Siria.

## Manoscritti
| Segno                             | Nome                  | Data       | Contenuto                                   |
| --------------------------------- | --------------------- | ---------- | ------------------------------------------- |
| {\displaystyle {\mathfrak {P}}}37 | Papiro 37             | 300 circa  | frammento di Matteo 26                      |
| {\displaystyle {\mathfrak {P}}}38 | Papyrus Michigan      | 300 circa  | frammento di Atti                           |
| {\displaystyle {\mathfrak {P}}}48 | Papiro 48             | III secolo | frammento di Atti 23                        |
| {\displaystyle {\mathfrak {P}}}69 | Oxyrhynchus XXIV      | III secolo | frammento di Luca 22                        |
| 0171                              |                       | IV secolo  | frammenti Matteo e Luca                     |
| (ﬡ (01                            | Codex Sinaiticus      | IV secolo  | Giovanni 1:1–8:38                           |
| Dea (05)                          | Codex Bezae           | 400 circa  | Vangeli e Atti                              |
| W (032)                           | Codex Washingtonianus | V secolo   | Marco 1:1–5:30                              |
| Dp (06)                           | Codex Claromontanus   | VI secolo  | Atti, Lettere cattoliche, e Lettere paoline |
| Fp (010)                          | Codex Augiensis       | IX secolo  | Lettere paoline                             |
| Gp (012)                          | Codex Boernerianus    | IX secolo  | Lettere paoline                             |

Altri manoscritti: {\displaystyle {\mathfrak {P}}}25, {\displaystyle {\mathfrak {P}}}29 (?), {\displaystyle {\mathfrak {P}}}41, Onciale 066, 0177, Minuscolo 36, 88, 181, 255, 257, 338, 383 (Acts), 440, 614, 913, 915, 917, 1108, 1245, 1518, 1611, 1739, 1836, 1874, 1898, 1912, 2138, 2298.